# Ashoka Chakra (condecoração militar)
O Ashoka Chakra (ortografia alternativa: Ashok Chakra) é a mais alta condecoração militar de tempo de paz da Índia concedido para valor, ação corajosa ou auto sacrifício longe do campo de batalha. É o equivalente em tempo de paz do Param Chakra Vir, e é concedido para a "bravura mais conspícuo ou algum ousado ou valor preeminente ou auto sacrifício" que não seja em face do inimigo. A condecoração pode ser concedida ao pessoal militar ou civil. Ele substituiu o britânico George Cross.
Flt. Tenente Suhas Biswas foi o primeiro oficial da Força Aérea Indiana a receber o Ashoka Chakra. Prêmios subsequentes do Ashoka Chakra são reconhecidos por um bar para a medalha de fita. Um recipiente pode ser concedido Kirti Chakra ou Shaurya Chakra além de atos separados de galanteria.

## História
A medalha foi originalmente estabelecida em 4 de janeiro de 1952 como o "Ashoka Chakra, Classe I" como o primeiro passo de uma sequência de três classes de decorações não-combatentes de coragem. Em 1967, essas decorações foram removidas do sistema "baseado em classe" e renomeadas como Ashoka Chakra, Kirti Chakra e Shaurya Chakra. Este é um ponto importante na compreensão da visão indiana independente de decorações. Isso também levaria a mudanças na série Padma Vibhushan, a distinta série de medalhas de serviço, a série de medalhas que salvam vidas e a série de medalhas da Defence Security Corps.
A partir de 1 de fevereiro de 1999, o governo central instituiu um subsídio mensal para os beneficiários Ashoka Chakra de Rs. 1400. Jammu e Caxemira recebeu um prêmio em dinheiro de Rs. 1500 (cerca de 1960) para os destinatários deste prêmio.

## Visão geral
Anverso: Ouro dourado circular, 1-3/8 polegadas de diâmetro. No centro, o chakra (roda) de Ashoka, cercado por uma coroa de lótus e com uma borda ornamentada, suspenso por um ligador de barra reta. A medalha é nomeada na borda.
Reverso: Em branco no centro, com "Ashoka Chakra" em hindi ao longo da borda superior da medalha e o mesmo nome em inglês ao longo da borda inferior. Em ambos os lados é um design de lótus. O centro está em branco, talvez com a intenção de que os detalhes do prêmio sejam gravados lá. Não há nenhuma indicação da classe sobre os prêmios anteriores a 1967, e, de fato, não há diferença entre essas medalhas e os prêmios pós-1967.
Fita: 32 mm, verde escuro com uma faixa de açafrão central de 2 mm.
Até 2017, 63 pessoas foram premiadas com o "Ashoka Chakra".

## Destinatários Ashoka Chakra
| Hash-tag | Indica uma honra póstuma |

| Year | Recipient                     | Refs. |
| ---- | ----------------------------- | ----- |
| 2016 | Hangpan Dada                  | [ 4 ] |
| 2015 | Mohan Goswami                 | [ 4 ] |
| 2014 | Mukund Varadarajan            | [ 4 ] |
| 2014 | Neeraj Kumar Singh            | [ 4 ] |
| 2013 | K. Prasad Babu                | [ 5 ] |
| 2012 | Navdeep Singh                 | [ 4 ] |
| 2011 | Laishram Jyotin Singh         | [ 4 ] |
| 2010 | Rajesh Kumar                  | [ 4 ] |
| 2010 | D. Sreeram Kumar              | [ 4 ] |
| 2009 | Mohit Sharma                  | [ 4 ] |
| 2009 | Bahadur Singh Bohra           | [ 6 ] |
| 2009 | Hemant Karkare                | [ 6 ] |
| 2009 | Vijay Salaskar                | [ 6 ] |
| 2009 | Ashok Kamte                   | [ 6 ] |
| 2009 | Tukaram Omble                 | [ 6 ] |
| 2009 | Gajender Singh Bisht          | [ 6 ] |
| 2009 | Sandeep Unnikrishnan          | [ 6 ] |
| 2009 | Mohan Chand Sharma            | [ 6 ] |
| 2009 | Jojan Thomas                  | [ 6 ] |
| 2009 | R. P. Diengdoh                | [ 6 ] |
| 2009 | Pramod Kumar Satapathy        | [ 6 ] |
| 2008 | Dinesh Raghu Raman            | [ 7 ] |
| 2007 | Radhakrishnan Nair Harshan    | [ 7 ] |
| 2007 | Chuni Lal                     | [ 7 ] |
| 2007 | Vasanth Venugopal             | [ 7 ] |
| 2004 | Triveni Singh                 | [ 7 ] |
| 2004 | Sanjog Chhetri                | [ 7 ] |
| 2002 | Surinder Singh                | [ 7 ] |
| 2002 | Rambeer Singh Tomar           | [ 7 ] |
| 2001 | Kamlesh Kumari                |       |
| 2000 | Sudhir Kumar Walia            | [ 7 ] |
| 1997 | Puneet Nath Datt              | [ 7 ] |
| 1997 | Shanti Swaroop Rana           | [ 7 ] |
| 1996 | Arjun Singh Jasrotia          | [ 7 ] |
| 1995 | Rajiv Kumar Joon              | [ 7 ] |
| 1995 | Sujjan Singh                  | [ 7 ] |
| 1995 | Harsh Uday Singh Gaur         | [ 7 ] |
| 1994 | Neelakantan Jayachandran Nair | [ 7 ] |
| 1993 | Rakesh Singh                  | [ 7 ] |
| 1992 | Sandeep Sankhla               | [ 8 ] |
| 1991 | Randhir Prasad Verma          |       |
| 1987 | Neerja Bhanot                 |       |
| 1985 | Chhering Mutup                | [ 8 ] |
| 1985 | Nirbhay Singh                 | [ 8 ] |
| 1985 | Bhawani Datt Joshi            | [ 8 ] |
| 1985 | Ram Prakash Roperia           | [ 8 ] |
| 1985 | Jasbir Singh Raina            | [ 8 ] |
| 1985 | Bhukant Misra                 | [ 8 ] |
| 1985 | Rakesh Sharma                 |       |
| 1984 | Gennadi Strekalov             |       |
| 1984 | Yury Malyshev                 |       |
| 1981 | Cyrus Addie Pithawalla        | [ 8 ] |
| 1974 | Gurunam Singh                 | [ 8 ] |
| 1972 | Ummed Singh Mahra             | [ 8 ] |
| 1969 | Jas Ram Singh                 | [ 8 ] |
| 1965 | Jia Lal Gupta                 |       |
| 1962 | Kharka Bahadur Linibu         | [ 8 ] |
| 1962 | Man Bahadur Rai               | [ 8 ] |
| 1958 | Eric James Tucker             | [ 8 ] |
| 1958 | Jem Bajirao Sakpal            |       |
| 1957 | J. R. Chitnis                 | [ 8 ] |
| 1957 | P. M. Raman                   | [ 8 ] |
| 1957 | Joginder Singh                | [ 8 ] |
| 1956 | Sundar Singh                  | [ 8 ] |
| 1952 | Suhas Biswas                  |       |
| 1952 | Bachittar Singh               | [ 8 ] |
| 1952 | Narbahadur Thapa              | [ 8 ] |